# 막시밀리아노 에르난데스
막시밀리아노 에르난데스(Maximiliano Hernández, 1973년 ~ )는 미국의 배우이다.

## 출연 작품

### 영화
- 워리어 - 콜트 보이즈 역
- 마블원샷: 컨설턴트
- 캡틴 아메리카: 윈터 솔져 - 제스퍼 스웰 요원 역
- 시카리오: 암살자의 도시 - 실비오 역

### 드라마
- 디 아메리칸즈 시즌 1 (미국 FX Networks)
- 디 아메리칸즈 시즌 4 (미국 FX Networks)